# Швердорф
Швердо́рф (фр. Schwerdorff) — коммуна во французском департаменте Мозель региона Лотарингия у границе с Германией. Относится к кантону Бузонвиль.

## Географическое положение
Швердорф расположен в 40 км к северо-востоку от Меца, с трёх сторон окружён территорией Германии. Кроме собственно деревни Швердорф в коммуну входят Коттендорф на севере, Отцвиллер на востоке, Графанталь и замок Бур-Эш.
Соседние коммуны: немецкий Релинген-Зирсбург на востоке, Нёнкиршан-ле-Бузонвиль и Кольман на юго-западе, Фластроф на западе, Зёранж на северо-западе. Дорога через Нёнкиршан-ле-Бузонвиль является единственной, проходящей по французской территории.

## История
- До романского периода на территории коммуны проживали гальское племя треверов.
- С 58 года до н.э. до 233 года здесь располагалась древнеримская усадьба, обнаруженная в 1931 году.
- Следы второстепенного древнеримского тракта Трир—Мец, проходившего через Бузонвиль.
- В разное время Швердорф принадлежал королевству франков, Священной Римской империи, герцогству Лотарингия и, наконец, вошёл в состав Франции вместе с Лотрингией.

## Демография
По переписи 2008 года в коммуне проживало 448 человек.

## Достопримечательности
- Следы галло-романской культуры.
- Замок XVIII века, развалины XIX и XX веков. В настоящее время — ферма.
- Церковь Нотр-Дам-де-л'Асомпсьон в нео-романском стиле, 1886 года.